# Camponotus palmyrensis
Camponotus palmyrensis is een mierensoort uit de onderfamilie van de schubmieren (Formicinae). De wetenschappelijke naam van de soort is voor het eerst geldig gepubliceerd in 2000 door Tohmé & Tohmé.